# Salvatore Pagano
Salvatore Pagano (Arena, 26 marzo 1875 – Roma, 4 gennaio 1950) è stato un generale italiano, distintosi nel corso della prima guerra mondiale come Capo di stato maggiore della 2ª Divisione. Decorato con la croce di cavaliere dell'Ordine militare di Savoia, della medaglia di bronzo e della croce di guerra al valor militare, e della croce al merito di guerra.

## Biografia
Concluso il corso triennale di studi, presso la scuola tecnica "Giambattista della Porta" a Napoli; raggiunto il 18º anno di età, si arruolò nell'83º Reggimento fanteria "Venezia" di stanza a Catanzaro. Concluso con successo il corso di allievo sergente, dopo 18 mesi viene assegnato come sergente al 59º Reggimento fanteria "Calabria" di stanza a Monteleone (ora Vibo Valentia). Verso la fine del 1895, partecipa alla prima guerra contro gli Abissini in Eritrea, nelle file del 22º Battaglione "Cacciatori". Ritornato nella sua vecchia sede di Monteleone, si dedica agli studi da autodidatta. Nel 1897, vince il concorso per entrare nella Regia Accademia Militare di Modena, classificandosi al secondo posto.
Il 19 settembre 1899 viene promosso sottotenente, raggiungendo l'80º Reggimento fanteria a Salerno. Dopo un periodo trascorso in distaccamento in Sicilia, nel 1902 con tutto il suo reggimento, viene inviato a Venezia per cambio di guarnigione. Nel 1907, viene ammesso a frequentare la Scuola di Guerra di Torino, dove ne esce con il brevetto di Ufficiale di Stato maggiore e col grado di capitano, nel 1911 fu al comando della Divisione Territoriale di Verona. Scoppiata la prima guerra mondiale, nel 1915, veniva mobilitato con lo Stato maggiore del XIII Corpo d'armata sull'Isonzo. Rimane sul Fronte carsico per due anni, come Capo di stato maggiore della 2ª Divisione, prima con il grado di tenente colonnello e poi con quello di colonnello.
Prese parte all'eroica difesa degli Altopiani e in Val Brenta nell'inverno 1917-18 e poi alla battaglia del Piave e a quella di Vittorio Veneto. Nelle varie azioni è stato insignito della Croce di Cavaliere dell'Ordine militare di Savoia, della Medaglia di bronzo e della Croce di guerra al valor militare, e della Croce al merito di guerra. Finita la guerra, viene trasferito al Comando di Divisione di Catanzaro. A Catanzaro, coadiuvato da quattro capitani calabresi, oltre che riorganizzare militarmente la Calabria, prestò assistenza spirituale e morale ai reduci delle trincee. Nel periodo tra il 1920 e il 1923, apre una fase di attività civile, amministrando come sindaco, il suo comune natio, Arena, dedicandosi alla costruzione di infrastrutture molto importanti, tra cui l'Asilo Infantile, ma venne avversato dai fascisti di Catanzaro, per il fatto di essere venuto meno ai suoi doveri di militare.
Nel 1923 fu inviato a Corfù come Capo di stato maggiore che portò alla breve occupazione italiana dell'isola greca. Nel 1924, dopo il delitto Matteotti, in fama di antifascista, viene trasferito al comando del 54º Reggimento fanteria "Sforzesca" di stanza a Novara. Nel 1931 viene inviato a Gorizia, col grado di generale di brigata ed a Trieste come comandante della 12ª Brigata, rimanendo fino al 1935. Dal 1935 al 1937, fu posto al Comando della 28ª Divisione fanteria "Vespri" di stanza a Palermo e in quello stesso anno fu trasferito presso il Ministero della Guerra con il grado di generale di corpo d'armata.
Nel 1939, dopo 50 anni di servizio, veniva messo in congedo, evitandogli così il dolore e la disgrazia, che abbatté l'Italia durante la seconda guerra mondiale. Durante il conflitto si dedicò nuovamente ai suoi studi e alla scrittura, collaborando sulla Rassegna Italiana e sulla rivista Echi e Commenti, sostenendo la tesi, che la nostra guerra doveva avere come centro il Mediterraneo e non sfociare in Russia. Sue sono alcune opere, tra cui: Le guerre di Federico II, che fa parte della collana storica dell'arte militare, edita da Zanichelli nel 1940 e il volume Stormi Aerei e Divisioni Corazzate, pubblicato a Roma dalla Tipografia Regionale. Venne insignito delle Commende di tutti gli ordini cavallereschi, della Grande Medaglia Mauriziana e della Gran Croce dell'Ordine della Corona d'Italia. Muore a Roma il 4 gennaio 1950. Disse di lui l'on. Gennaro Cassiani, parlamentare e più volte Ministro nelle file della Democrazia Cristiana: "Piego la fronte dinanzi a tanta luce che passa".

## Pubblicazioni
- Il generale Pianell e l'addestramento delle truppe, Roma, Tip. E. Voghera, 1915.
- La Seconda divisione di fanteria nelle guerre per l'indipendenza: note ed appunti raccolti a cura del colonnello di fanteria Salvatore Pagano già capo di S.M. della Seconda divisione, Bologna, Stab. tip. militare, 1919.
- Strade e ponti in Calabria.
- Evoluzione della tattica durante la Grande Guerra. Gli insegnamenti della I Guerra Mondiale nell'impiego delle armi e delle truppe, Tipografia Schioppo, 1925.
- Nomenclatura tattica: aforismi sull'arte della guerra, Palermo, G. Castiglia, 1937.
- Le guerre di Federico II, Bologna, Zanichelli, 1939. - Res Gestae, 2015, ISBN 978-88-66-97130-6.
- Stormi Aerei e Divisioni Corazzate, Roma, Tipografia Regionale, 1941.
- La Calabria, storia, geografia e arte, con Cesare Sinopoli e Alfonso Frangipane, Soveria Mannelli, Rubbettino Editore, 2004, ISBN 978-88-49-80429-4.